# Eclipse solar de 3 de novembro de 1994

Animação do eclipse visto do espaço

 O eclipse solar de 3 de novembro de 1994 foi um eclipse solar total que foi visível no Peru, Chile, Bolivia, Paraguay, Brazil. Foi o quadragésimo quarto eclipse solar da série Saros 133 e teve magnitude de 1,0535. Tendo duração de 4 minutos e 23 segundos e cobrindo um amplo caminho de até 189 km de largura.

 